# Кизияр
Кизияр — історичний район міста Мелітополя, який лежить при Кизиярському струмку та, ймовірно, розташований на місці ногайського аулу Киз-Яр. Від початку 19го століття був селом, а в 1939 році включений до складу Мелітополя. На терені району розташований приватний сектор і ряд підприємств.

## Історія

### Походження назви
Мелітопольський чиновник Павло Дзяковіч наприкінці 19го століття записав таку ногайську легенду про походження назви Кизияр:
«З давніх давен, ще до приходу татар у Крим, у балці Киз-Яр, що тоді була покрита лісом, мешкало плем'я жінок-амазонок. Войовниці були хоробрі, добре стріляли з лука, рубалися мечем, їздили верхи та часто в битвах перемагали чоловіків сусіднього племені. Полонені ставали чоловіками амазонок. Їхня доля була важким випробуванням: чорна робота, часті травми, а коли бранцем були незадоволені — вбивали того. З новонароджених живих зоставляли тільки дівчаток. Керувала амазонками, водила у бій красна войовниця. Так було доти, поки вона не втрапила в полон. Вона закохалася в князевича чоловічого племені, але не захотіла коритися загальному числу всіх жінок і вийти заміж. Викупивши себе, княгиня повернулася в рідне плем'я, але не змогла перебороти закоханість. Вона зібрала всіх одноплемінників і наказала спалити її на вогнищі. Відтоді з'явилася назва балки Киз-Яр (киз — «дівчина», яр — «балка»).»
Легенди про амазонок, що жили на Мелітопольських теренах, мали підтвердження в 1948 році, коли на території силікатного заводу, що розташований якраз у Кизиярській балці, здибали поховання войовниці: Її голова була прикрашена золотою диядемою, на грудях, руках і ногах також були дорогоцінні прикраси, а поруч розташовані були меч, казан і кінське сідло, прикрашене накладними золотими бляхами.

### Заснування
Павло Дзяковіч повідомляє, що Новоолександрівська слобода, що поклала початок місту Мелітополю, була заснована на місці ногайського аулу Киз-Яр Хай там як, такий аул не згадується ні в списку селищ, складеному М. М. Бердяєвим 1797го року в зв'язку зі зміною адміністративно-територіального поділу реґіону Новоросії, ні в «Відомостях ногайських волостей» за 1812 р. З іншого боку, в «Атласі Таврійської области становить сім повітових карт і п'ять городових планів» на карті Мелітопольського повіту показано «селище Кизильяр», що розташоване, щоправда, не на місці сучасного Мелітополя, а на місці села Вознесенки.
Про те, що міг би бути ногайський аул Киз-Яр, можна судити за описом укладу життя ногайців, що мешкали на схід від Молочної річки, залишеному Таврійським віцегубернатором Андрієм Шостаком в 1804 році: «Восени 1812 року, після укладення Бухарестського мирного договору між Росією і Османською імперією, багато ногайці скористатися правом переселення до Туреччини, наданим їм цим договором. Восени 1812 року більше 3000 ногайців покинули територію Мелітопольського повіту.»
Мабуть, першою достовірною згадкою про Кизияр, є указ, отриманий 26 червня 1813 p. губернським землеміром Мухиним. В указі наголошувалося, що в Губернське Правління звернулося 334 душі чоловічої статі селян з села Тимошівка з проханням про переселення, у зв'язку з нестачею води в селі, «на землю залишилася в Мелітопольському повіті в урочищі Кизильярі, де мали місце проживання, вирушили за кордон буджацькі татари».
У 1814 році Таврійський губернський землемір Мухін отримав з Таврійської казенної експедиції указ № 3943 від 10 серпня, у якому зазначалося:
«Казенна експедиція слухав рапорт Мелітопольського нижнього земського суду … засідателя оного суду Ковтуновского, що в урочищі Кізіляр призначив він місце де церкви і будинкам бути і дозволив селитися там з числа Тимошевська жителів дев'яноста п'яти душам, котрі для поселення там на підставі указу сей експедиції вже прибутку … Нині Тимошевська жителі зачали будуватися.»
Тоді ж у журналі вхідних паперів Мухіна було зроблено запис за № 127:
"За № 3943 велено повітовому землеміру … землі віддати під поселення слободи з найменуванням Кизильяр тімошовським жителям … "

### Російська імперія
1 вересня 1868 p. на сході селян Мелітопольського сільського суспільства було вирішено клопотати про виділення Кизиярського та Піщанського ділянок в самостійні сільські товариства. Клопотання було підтримано Таврійською губернською по селянських справах Присутністю, Міністерством фінансів і Міністерством внутрішніх справ. Однак тільки 17 жовтня 1877 року Головний комітет про пристрій сільського стану вирішив «дозволити поділ Мелітопольського сільського суспільства на два окремі суспільства»: Кизиярського і Піщанське в межах Терпіннівського волості. Площа Піщанського сільського суспільства склала 7321.5 гектар.
В кінці XIX століття Кизияр швидко зростав, що можна бачити з наступної таблиці:
| Рік  | Населення | Число дворів | Джерело |
| 1886 | 1922      | 236          | [ 6 ]   |
| 1889 | 1877      | 259          | [ 7 ]   |
| 1892 | 2793      | 298          | [ 8 ]   |
| 1900 | 5400      | 540          | [ 9 ]   |

У 1874 році в Кизиярі і ще одному селі, згодом увійшло до складу Мелітополя — Піщаному — були відкриті однокласні початкові народні училища.
У 1888 році будівельним відділенням Таврійського губернського правління був затверджений проект чавуноливарного і механічного заводу братів Классен в селі Кізіяр.
У 1894 році в Кизиярі були відкриті два земських народних училища.
В кінці XIX — початку XX століття при селі Кизияр розташовувався маєток знаменитого земського лікаря і садівника Андрія Корвацького під назвою Нова Дача (а кілька на північний схід від неї була розташована Стара Дача). Обидва маєтки були відомі своїми плодовими насадженнями. Зокрема, на Старій Дачі був влаштований артезіанський колодязь, що забезпечує 15 тис. відер води на добу, а в саду Нові Дачі мався «прекрасний промисловий плодовий розсадник».
25 серпня 1904 році в Міській думі розглядалося питання про приєднання Кизияру і Піщаного до Мелітополя. Дума, зважаючи неопрацьованості питання, залишила його відкритим.
У 1904 році Мелітопольське сільськогосподарське товариство відкрило в Кизиярі пункт прокату сільськогосподарської техніки. У пункті мався трієр, що відокремлює ячмінь від пшениці, і сортування-віялка Клейтона.
У 1913 році в селі Кизияр при становій квартирі був заснований адресний стіл.
Також в 1913 році в Мелітополі в саду Салпацького на Бульварній вулиці було закладено подвір'я Інкерманського монастиря, а сам монастир планувалося побудувати на землі селян села Кизияр «на високому кряжі по дорозі в Семенівку».

### Радянський період (1920—1939)
У 1923 році Всеукраїнський центральний виконавчий комітет прийняв постанову, за якою місто Мелітополь ставав центром Мелітопольського округу і виділявся в самостійну адміністративну одиницю, а Кизиярського волость перетворювалася в Кизиярський район.
У 1924 році в Кизиярі були відкриті дитячі денні ясла.
У 1927—1933 роках в селах Кизияр і Піщане були утворені колгоспи «14 років Жовтня», «Комунар», «Зоря», «Промінь культури», ім. Сталіна, які стали підкорятися міській раді.
У 1928 році гофентальська промартіль «Червоний робітник» і михайлівська промартіль «Будівельник» злилися в Кизиярську виробничо-кооперативну артіль «Будівельник». Правління нової артілі було розташоване в Кизиярі на цегляно-силікатному заводі, колишньому Шаца. У тому ж році мелітопольське кооперативне товариство «Культура» і Кизиярського кооперативне товариство «Степовий садівник» злилися в одне товариство під назвою Кизиярське кооперативне товариство «Культура».
У 1920-і роки перший квартал села Кизияр був включений до складу Мелітополя.
Незабаром до міста приєдналася і решта села. 3 січня 1939 в театрі імені Шевченка (зараз ДК «Жовтень») відбувся об'єднаний пленум Мелітопольської міськради, Кизиярської та Піщанської сільрад, на якому було ухвалено рішення про приєднання Кизияру і Піщаного до Мелітополя.

### У складі Мелітополя
З перших чисел жовтня по 6 листопада 1942 року, під час німецької окупації, діти у віці від 14 до 17 років займалися в Кизиярській балці примусовими роботами. Під наглядом поліції вони розчищали стік Кизиярського струмка і зводили дамбу для захисту нижньої частини міста від паводку. Робочий день тривав з 8 до 16 години з перервою на обід. Дітей, багато з яких застуджувалися і боліли, змушували ходити строєм і по-військовому вітати начальство. У підсумку вся праця виявився проробленим нанівець: перші ж дощі розмили все, що було зроблено.
У 1954 році на підставі плану розвитку мережі бібліотек у Мелітополі міськвиконком ухвалив рішення відкрити другу міську бібліотеку для дітей та юнацтва по вул. Комунарів, 204.

## У масовій культурі
- У грі Mount & Blade. Вогнем і мечем є фортеця з назвою Кизил-Яр.

## Відомі уродженці
- Стреляєва Лідія Миколаївна (1906—1987) — вчений-селекціонер, заслужений агроном Республіки Башкортостан (1982), лауреат Державної премії СРСР